# Il gigante del Texas
Il gigante del Texas (The Tall Texan) è un film del 1953 diretto da Elmo Williams.
È un western statunitense con Lloyd Bridges, Lee J. Cobb e Marie Windsor.

## Trama
Un gruppo di viaggiatori nel sud-ovest si unisce per cercare l'oro nei cimiteri indiani. (bozza)

## Produzione
Il film, diretto da Elmo Williams su una sceneggiatura di Samuel Roeca e, per alcuni dialoghi addizionali, di Elizabeth Reinhardt, fu prodotto dalla T.F. Woods Productions e girato nel City of Rocks State Park a Faywood, e a Deming, nel Nuovo Messico, e nell'Iverson Ranch a Chatsworth, Los Angeles, California, dal 15 settembre a metà ottobre 1952.

## Distribuzione
Il film fu distribuito con il titolo The Tall Texan negli Stati Uniti dal 13 febbraio 1953 al cinema dalla Lippert Pictures.
Altre distribuzioni:
- in Danimarca il 17 febbraio 1954 (Den høje mand)
- in Finlandia il 9 aprile 1954 (El Pason sankari)
- in Germania Ovest il 20 luglio 1954 (Der lange Texaner)
- in Austria nel giugno del 1955 (Der lange Texaner)
- in Francia il 1º agosto 1956 (Les démons du Texas)
- in Italia (Il gigante del Texas)

## Critica
Secondo il Morandini il film è un "western filoindiano di discreta fattura".

## Promozione
Le tagline sono:
- WHERE THERE'S GOLD AND A WOMAN...YOU'LL FIND THE TALL TEXAN
- LONG, LEAN, and LETHAL!
- BUILT FOR TROUBLE!
- Guns Made Him Free...Gold Kept Him Free!
- He had the..... Lure of Danger! Love of adventure! Lust for Gold!